# ジム・ゴサ
ジム・ゴサ（James Howard Gosa, 1931年7月18日 - 1989年12月18日）は、アメリカ合衆国の俳優、声優、ラジオDJ。

## 出演作品

### テレビアニメ
- 戦え!超ロボット生命体トランスフォーマー2010（オボミナス）